# Mercedes Milá Nolla
María de las Mercedes Milá Nolla (Barcelona, 22 de septiembre de 1895 - Madrid, 13 de diciembre de 1990) fue una enfermera militar española. Fue tía abuela de los periodistas Mercedes Milá y Lorenzo Milá.

## Biografía
Hija de un comandante de marina. Estudió Enfermería en la Cruz Roja Española y en el Bedford College de Londres. Fue nombrada Inspectora Secretaria de la Escuela de Instructoras de Sanidad durante la Segunda Repúblic. En 1935 creó y fue profesora de la Escuela de Enfermeras Sanitarias, de la Dirección General de Sanidad. Fundó la revista "La Visitadora Sanitaria" en ese mismo año.
Al comenzar la Guerra Civil se le encargó organizar al personal de enfermería del hospital militar entonces instalado en el hotel Ritz de Madrid. Huyó a su casa materna cuando se le avisó que milicianos republicanos la buscaban para asesinarla. Pudo huir luego a Francia y volvió a España, llegando a Salamanca. Fue la única mujer que formó parte del cuartel general de Francisco Franco.
Fue nombrada Inspectora General de los Servicios Femeninos de Hospitales en 1937. En 1941 creó el Cuerpo de Damas Auxiliares de Sanidad Militar. Estuvo al mando de la Agrupación de Enfermeras Militares que acudieron a la Unión Soviética con la División Española de Voluntarios, conocida coloquialmente como la División Azul. Participaron en ella 146 enfermeras que estuvieron destinadas en los hospitales de evacuación y convalecientes de la División Azul que se hallaban en Porjov, Riga y Vilna, Berlín, Hof y Königsberg. La última de ellas falleció en 2012.
Creó el boletín "Cruz de Malta y colaboró con el suplemento de la revista Medicina y Cirugía de Guerra entre 1947 y 1951. Durante su vida profesional recibió condecoraciones como la Medalla de la Cruz Roja, Medalla de la Campaña y la Placa y Cruz del Mérito Militar. 
Falleció el 13 de diciembre de 1990, a la edad de 95 años, y está enterrada en el Cementerio de La Almudena de Madrid.